# Guru Dutt
Guru Dutt fue un director, actor, cantante y productor del cine de la India. Abrió paso a la edad de oro de Bollywood. Sus películas Pyaasa, Kaagaz Ke Phool, Sahib Bibi Aur Ghulam y Chaudhvin Ka Chand son considerados clásicos del cine indio. Dutt es conocido como «el Orson Welles de la India».

## Filmografía

### Actor
- Picnic  (1964) incompleto
- Sanjh Aur Savera (1964)
- Suhagan (1964)
- Bahurani (1963)
- Bharosa (1963)
- Sahib Bibi Aur Ghulam (1962)
- Sautela Bhai (1962)
- Chaudhvin Ka Chand (1960)
- Kaagaz Ke Phool (1959)
- 12 O'Clock (1958)
- Pyaasa (1957)
- Mr. & Mrs. '55 (1955)
- Aar Paar (1954)
- Suhagan (1954)
- Baaz (1953)
- Hum Ek Hain (1946)
- Lakha Rani (1945)
- Chand (1944)

### Director
- Kaagaz Ke Phool (1959)
- Pyaasa (1957)
- Sailaab (1956)
- Mr. & Mrs. '55 (1955)
- Aar Paar (1954)
- Baaz (1953)
- Jaal (1952)
- Baazi (1951)

### Productor
- Aar Paar (1955)
- C.I.D. (1956)
- Pyaasa (1957)
- Gauri (1957) incompleto
- Kaagaz Ke Phool (1959)
- Chaudhvin Ka Chand (1960)
- Sahib Bibi Aur Ghulam (1962)
- Baharein Phir Bhi Aayengi (1966)